# Ángel Romero Gallego
Ángel Romero (17 de agosto de 1946, Málaga) es un virtuoso guitarrista, director de orquesta, y antiguo miembro del cuarteto de guitarra Los Romeros. Es el hijo menor de Celedonio Romero, connotado guitarrista español que emigró de la España de Franco con destino hacia los Estados Unidos acompañado de su familia.

## Discografía
- Concierto de Aranjuez y Fantasía para un Gentilhombre
- A Touch of Class: Popular Classics Transcribed for Guitar
- A Touch of Romance: Spanish & Latin Favorites Transcribed for Guitar
- Ángel Romero Plays Bach: The Music of Bach Transcribed for Guitar
- Granados: Twelve Spanish Dances
- Vivaldi Concertos with the Academy of St Martin in the Fields
- Remembering the Future
- Romero/Rodrigo – Solo works for guitar
- Bella: The Incomparable Artistry of Ángel Romero

## Videografía
- Ángel Romero: The Art of Classical Guitar DVD
- Ángel Romero, Virtuoso DVD